# Flavijeva palača
Flavijeva palača, običajno znana pod imenom Domus Flavia, je del velikega stanovanjskega kompleksa Domicijanove palače na Palatinskem griču v Rimu. Dokončal jo je cesar Tit Flavij Domicijan leta 92 in pripisal svojemu glavnemu arhitektu Rabiriusu. 
Izraz Domus Flavia je sodobna oznaka, ki se uporablja za opis severozahodnega dela palače, kjer je skoncentrirana večina velikih javnih prostorov za zabavo in slovesnosti. Povezana je z domačim krilom na jugovzhodu, Domus Augustana, ki se spušča od vrha Palatina do kril, posebej zgrajenih znotraj hriba na jugu in jugozahodu.
Uveljavljene ruševine, ki obkrožajo jugovzhodno stran palače nad Circusom Maximusom, je pozneje nadgradil Septimij Sever; tu so podporni slopi za velik podaljšek, ki je povsem pokril vzhodno pobočje.

## Lega
Domus Flavia vsebuje več izjemno velikih prostorov; glavne javne sprejemne sobe so Bazilika, Aula Regia (kraljeva dvorana – palas), Lararium in Triclinium.
Bazilika je prvi del, ki je viden iz ceste Clivus Palatinus, ki povezuje Rimski forum s Palatinskim gričem. Dolg portik (Po) teče ob domusu na zahodni in severni strani, na koncu katerega je glavni vhod (E), ki služi tako javnemu kot zasebnemu delu palače. Ko obiskovalec vstopi v notranjost, vstopi v Lararium (L), kjer so pripadniki pretorijske straže. To je najmanjša in najbolj slabo ohranjena soba v palači. Za njo je bilo nekoč stopnišče, ki je omogočalo dostop do Domusa Augustane. Pod tem prostorom so bili izkopani deli starejše hiše Griffinov, iz katerih so bile v Antiquarium odstranjene izjemne dekoracije.
Naslednja soba je Aula Regia, ki se uporablja za vsakodnevno "salutatio" cesarja in za gostitev pomembnih sprejemov in veleposlaništev. V času Domicijana so stene imele marmorni furnir, tam so bili frigijski marmorni stebri in dovršen friz. Zid na hrbtni strani je zaseden z apsido z dvojimi vrati ob straneh. Na steni spredaj se odprejo široka enojna vrata, ki vodijo do peristila. Kasetiran strop je več kot 30 m nad tlemi.
Bazilika je dolga soba z osrednjo ladjo, kjer je cesar predsedoval sodnim postopkom in opravljal svoje sodne funkcije in imel svoje svetovalce za sprejemanje političnih in upravnih odločitev v zvezi s cesarstvom. Pod baziliko je bila izkopana Aula Isiaca , prostor s freskami iz okrog 30 pr. n. št. in verjetno del Domusa Augustija . To je nato spremenilo v  Neronov Domus Transitoria.
V središču je bil ogromen peristilni vrt, skoraj v celoti izpolnjen z bazenom, ki je obkrožal osmerokotni otok z labirintskim vzorcem in vodnjaki. Sobe so razporejene na severu in jugu.
Ob jugozahodni strani peristila je druga največja soba v palači, cenatio (ali triclinium) ali soba za bankete. Podobno kot Aula Regia je bila ekstravagantno okrašena, z več stopnjami stebrov v eksotičnih marmorjih in frizom . Odprla se je na dve dvorišči z ovalnimi vodnjaki na severu in jugu, ki so vidni iz oken jedilnice. Središče južne stene dvorane ima apsido, obdano z dvema prehodoma, ki omogočata dostop do knjižnice Apolonovega templja. Tla hodnika so prekrita z marmorjem, ki prikriva hipokavst, katerega opeke izvirajo iz vladavine Maksencija. Ta ogrevalni sistem nakazuje, da je ta dvorana pozimi služila kot banketna dvorana in je bila identificirana s Cenatio Iovis, ki je omenjen v antičnih literarnih virih .
Pod dnom cenatio so našli sledi dveh zgodnejših različic, ki ju je zgradil Neron. 
- Karta Aula Regia
- Severni del Domus Flavia (Aula Regia, bazilika in lararium)
- Srednji del (peristilium)
- Južni del (Cenatio Iovis)
- Tloris Domus Flavia iz Archaeological Rambles, Boissier, Gaston, New York (1896)

## Flavijeva palača v sodobnosti
Pesnik Statij, sodobnik Domicijana, je opisal sijaj Flavijeve palače v Silvi, IV, 2:
Čudovita in veličastna je zgradba, ki jo odlikuje toliko stebrov, da bi lahko na ramah nosili bogove in nebo, če bi si Atlas vzel prosto. Gromovnikova palača na sosednjih vratih razpada in bogovi se veselijo, da ste se naselili v podobno bivališče […]: tako veliko razsežno strukturo in domet daljne dvorane, ki je bolj široka kot odprta ravnina, sprejema veliko zaprto nebo in manj samo od svojega gospodarja .
Učenjaki to sobo običajno identificirajo kot triclinium, lahko pa je tudi Aula Regia, ki se je razlikovala po številu stebrov.
Flavijeva palača je bila eden od Domicijanovih arhitekturnih projektov, ki je vključeval tudi Domus Augustana, prispevek k Cirkusu Maximusu, prispevek k Panteonu in tri templje, ki so častili njegove družinske člane: tempelj Vespazijana in Tita, Porticus Diuorum, in tempelj gensa Flavia.